# لطفعلی خنجی
لطفعلی خنجی (زادهٔ ۱۳۱۷) نویسنده، مترجم، زبان‌شناس و روزنامه‌نگار ایرانی است. وی به سال ۱۳۱۷ هجری شمسی (۱۹۳۸ میلادی) در بحرین دیده به جهان گشود. پدرش محمدامین خنجی از دوستداران اعتلاء فرهنگ ایران در بحرین و از بنیانگذاران مدرسه ایرانیان بحرین بود. برادر او محمدعلی خنجی نیز از چهره‌های مطرح سیاسی ایران، به شمار می‌رود. لطفعلی خنجی هفت‌ماهه بود که خانواده اش به تهران مهاجرت کرد. وی تحصیلات ابتدایی و متوسطه را در تهران گذراند. در سال ۱۹۵۸ با استفاده از بورس تحصیلی شرکت ملی نفت ایران به انگلستان آمد و در دانشگاه بیرمینگهام ابتدا در رشته مهندسی راه و ساختمان و سپس در رشته ریاضیات به تحصیل پرداخت، ولی در امر اشتغال و نیز در مورد آثارش به مسیری رفت که با رشته‌های تحصیلی اش مرتبط نبود. در فاصله سالهای ۱۹۶۸ الی ۲۰۰۰ میلادی در سرویس جهانی بی‌بی‌سی (بخش پارسی) به کار اشتغال داشت. طیّ سالیانی از آن دوره، از جمله برنامه «پیک شامگاهی» را عرضه می‌داشت که همچون حلقه رابطه مستقیمی با شنوندگان بود. خنجی با دانشنامه ایرانیکا که در آمریکا به همت  احسان یارشاطر تدوین می‌شد در امر ترجمه مدخلهای فارسی به زبان انگلیسی همکاری داشته‌است (و همچنین با دانشگاه کیمبریج انگلستان در امر تدوین و تصحیح اوراق امتحانی پارسی). او در سال ۱۹۷۱ میلادی با  شاداب وجدی ازدواج کرد. تنها فرزند آنان (دکتر آلاله خنجی) متولد انگلستان، ولی در عین حال پارسی‌زبان است، خنجی از جمله پژوهشگران در زمینهٔ زبان لارستانی است.

## آثار
عمدهٔ تألیفات لطفعلی خنجی از این قرارند:
- دستور زبانِ لارستانی بر مبنای گویش خُنجی[۶][۷]
- نگرشی تفصیلی بر زبان لارستانی و گویش خنجی ناشر: نشر ایلاف، شیراز.

### ترجمه‌ها

#### به فارسی
- شرق‌شناسی، ادوارد سعید[۸]
- انگلیسی‌ها در میان ایرانیان، دنیس رایت[۹]

#### به انگلیسی
- ترجمه سمفونی مردگان به قلم عباس معروفی.

Symphony of the Dead, published by Aflame Books, 2007
- ترجمه منتخبی از اشعار اسماعیل خوئی

Beyond the Horizon (An Anthology of Poems by Esmail Khoi), translated by Lotfali Khonji, published by Esmail Khoi Foundation, Atlanta, USA, 2008
- رباعیات اسماعیل خوئی[۱۰]
- ترجمه انگلیسی منتخبی از اشعار دکتر شاداب وجدی، تحت عنوان: Closed Circuit، ناشر: Forest Books, London, 1989
- ترجمه انگلیسی منتخب دیگری از اشعار دکتر شاداب وجدی، تحت عنوان: Distant Melodies، ناشر: Ibex Publishers, Maryland, USA
- ترجمه انگلیسی «بیانیه جبهه بین المللی» به قلم دکتر محمدعلی خنجی (برادر مترجم).

A Manifesto for an International Front, published by Book Press, London, 2004.
- ترجمه کتاب «از هرات تا تهران» به قلم محسن نکومنش فرد، تحت عنوان:

From Herat to Tehran
- ترجمه کتاب "چه کسی باور می‌کند، رستم؟ " به قلم خانم روح‌انگیز شریفیان. تحت عنوان:

?Who is going to believe this, Rostam
- ترجمه انگلیسی کتاب «آن دنیای دیگر» به قلم آذر نفیسی و دربارهٔ زندگانی و آثار ولادیمیر نابوکوف:

That Other World: Nabokov and the Puzzle of Exile
ناشر: Yale University Press
- ترجمه انگلیسی متن فارسی مربوط به اشعار ابن سینا (عنوان اصل فارسی کتاب: "هزار خورشید")، به قلم  یزدی نژاد، همراه با ترجمه انگلیسی "رساله سرگذشت" به قلم ابوعبید عبدالواحد جوزجانی (شاگرد و مرید ابن سینا). خود اشعار فارسی این مجموعه را Dick Davis به انگلیسی برگردانده است. نشر میرماه، تهران.

A Thousand Shining Suns
- ترجمه کتاب «تنبیه الامّه و تنزیه الملّه» به قلم شیخ محمدحسین نائینی، از روحانیّون صدر مشروطیت. در دست انتشار (با همکاری  محمّد نفیسی)
- ترجمه انگلیسی منتخبی از داستانهای ملّا نصرالدّین (در دست انتشار). ناشر:

Ibex Publishers, Maryland, USA
- ترجمه انگلیسی رساله ای در باب مبانی هندسی شکلهای حروف الفبای فارسی / عربی. اصل فارسی این رساله در قرن پنجم هجری قمری توسّط محمّد بن علی بن سلیمان الرّاوندی نوشته شده‌است، تحت عنوان: «فی مبانی الاصول الخطّ من الدّایره و النّقط». این کار برای دانشکده مطالعات شرقی و آفریقایی دانشگاه لندن (SOAS) انجام شده‌است.
- ترجمه کتاب آقای حمید شوکت درباره احمد قوام (قوام السّلطنه). عنوان فارسی کتاب: «در تیررس حادثه/ زندگانی احمد قوام». عنوان ترجمه انگلیسی:

Caught in Crossfire: A Biography of Ahmad Qavam
- ترجمه منظوم انگلیسی بخشی از «رستم و سهراب» فردوسی (جزئی از مجموعه «درّ پارسی» که در سال ۲۰۱۵ در لندن انتشار یافت (ناشر: نشر ساتراپ)
- ترجمه انگلیسی جدیدی از بخشی از اشعار دیوان حافظ. در دست انتشار[۱۱]

### مقالات و ویرایش‌ها
- ویراستاری کتاب «فرهنگ امثال و حکم» (معادلهای فارسی ضرب‌المثل‌های انگلیسی و بالعکس). گرد آورنده: سیّد اسماعیل ضیاء. ناشر: نشر سخن، تهران. [۱۲]
- مقالاتی در نشریّات فارسی برون‌مرزی، ازجمله «تاریخ را منصفانه بخوانیم» و «بیگانگان و سرنوشت ما».